# Gare de Voultegon
La gare de Voultegon est une gare ferroviaire française sur une portion fermée de la ligne de La Possonnière à Niort, située sur le territoire de la commune de Mauléon, dans le département des Deux-Sèvres, en région Nouvelle-Aquitaine.

## Situation ferroviaire
Établie à 125 mètres d'altitude, la gare de Voultegon est située au point kilométrique (PK) 79,480 de la ligne de La Possonnière à Niort, entre la gare fermée de Nueil-les-Aubiers et celle ouverte de Bressuire.

## Histoire
La gare a été mise en service le 28 décembre 1868 par la Compagnie du chemin de fer de Paris à Orléans (PO).
La gare est fermée lors de la mise sur route de la ligne Nantes-Poitiers en 1976.